# Мустафа Решид паша
Коджа Мустафа Решид паша е османски държавник и дипломат, известен най-вече като главния архитект зад реформите на османското правителство, популярни като Танзимат. Поддръжник на обвързването на Османската империя с Британската империя в разгара на „голямата игра“, той е в основата на разпрата с Александър Меншиков, станала повод за избухването на Кримската война.

## Живот
Мустафа Решид постъпва на държавна служба в ранна възраст. Чичо му Али паша е капудан паша на еялета на Архипелага от 1816 г. и той като племенник му е писар. Такъв го заварва гръцкото освободително въстание. След като чичо му е освободен от длъжност заради хода на гръцкото въстание, Мустафа Решид се мести като писар в главното драгоманство, т.е. във външните работи, и като такъв участва в подготовката на Одринския мирен договор, за което е забелязан и оценен подобаващо от султан Махмуд II.
Следва бързо издигане като посланик във Франция (1834 г.) и в Обединеното кралство (1836 г.), министър на външните работи (1837 г.) и отново посланик в Обединеното кралство (1838 г.) и във Франция (1841 г.). Главен османски преговарящ при уреждането на Източната криза от 1840 г., той се завръща за трети път като посланик във Франция през 1843 г. Между 1845 и 1857 г. той е велик везир шест пъти.
Коджа Мустафа Решид паша е убеден привърженик на реформите и главен инициатор на законодателното преустройство на османската администрация, известно като Танзимат. Негови послушници и последователи са цялата редица следващи османски реформатори, като Фуад паша и Мехмед Емин Али паша.